# カムナガラ
『カムナガラ』は、やまむらはじめによる漫画。1999年から2006年に『ヤングキングアワーズ』（少年画報社）で連載された。単行本全10巻。他に外伝1巻。

## 概要
『ヤングキングアワーズ』（少年画報社）2000年1月号から2006年4月号に連載。現代の日本を舞台にした伝奇アクション。2001年から2003年に、本編の前史を描いた「カムナガラ外伝」が『ヤングキングアワーズ増刊』に掲載された。

## あらすじ
平凡な高校生活を送っていたひたかは、ある日突然、正体不明の化物に襲われ、自分の手から現れた「剣」によって難を逃れる。その場に現れた同級生・かなたから、化物は実体を持たずに人間を乗っ取る異世界の侵略者で、ひたかは侵略者からこの世を守る「剣の一族」の最後の生き残りだと告げられる。侵略者に育ての親である伯母が殺されるなどして、戦わざるを得なくなるひたか。しかし、自らが出現させる「剣」のことなど前世の記憶が一切思い出せない。そこへ侵略者の斎野翼紗が現れ、状況を正しく把握していないとひたかを嘲笑し、侵略者の襲撃を「さとがえり」だと言う。

## 登場人物

### 剣の一族
九谷 日嵩（くがや ひたか）
高校生。はるか古より「さとがえり」と戦い続けてきた「剣の一族」の末裔。右腕より顕現する聖なる「剣」で「さとがえり」と戦う剣士。かつて剣士の長であったトウマの生まれ変わり。
武弥 香奈多（たけみ かなた）
日嵩の恋人。「剣の一族」の末裔。「さとがえり」を送り返す封印の「鏡」を持つ鏡女。トウマの妻であった月美の生まれ変わり。
鳴神 遥日（なるがみ はるか）
日嵩の通う高校の教師。「剣の一族」の末裔。ひたかの叔母が殺害された後は、彼の身元引受人となり、次第にひたか達の戦いに巻き込まれていく。彼女の剣の腕は相当なもので、戦いの際には鬼神のごとき戦闘力を発揮する、本作品における最強人物の一人。

### 匣の住人
斎野 翼紗（さいの つばさ）
「さとがえり」の長。生きた人間の肉体を乗っ取り、宿主の名前で行動している。匣の封印を破り、現世に復讐するため画策する。匣の主、匣の長などと呼ばれる。
納見 行依（のうみ ゆくえ）
翼紗の相棒。殺し合いを好む戦闘狂。

### その他
春日 瑞葉（かすが みずは）
宮内庁鎮守職の「柱」の巫女。
天野 崇史（あまの たかし）
宮内庁鎮守職の儀式官。震災事変の折に失脚した天野の曾孫で、「柱」の封印を行う鎮守職とは別の思惑のために瑞葉に近づく。

## 刊行情報
単行本
- 第1巻 (ISBN 478592019X)
- 第2巻 (ISBN 4785920696)
- 第3巻 (ISBN 4785921307)
- 第4巻 (ISBN 4785921978)
- 第5巻 (ISBN 4785922702)
- 第6巻 (ISBN 478592361X)
- 第7巻 (ISBN 4785924365)
- 第8巻 (ISBN 4785925264)
- 第9巻 (ISBN 4785926090)
- 第10巻 (ISBN 478592635X)
- 第0巻外伝 (ISBN 4785925272)